# 祝聖橋
祝聖橋（しゅくしょうきょう）は、中華人民共和国貴州省鎮遠県にある橋。別名は「渓橋」。長さ135メートル、幅8.5メートル。橋の上に状元楼（魁星閣）というあずまやがある。

## 歴史
祝聖橋は、明の洪武年間（1368年 - 1398年）創建で、当時は渓橋と称した。現橋は清の雍正元年（1723年）の所建である。
1988年、青竜洞古建築群の一部として、中華人民共和国国務院は祝聖橋を全国重点文物保護単位に認定した。